# Asura bipartita
Asura bipartita là một loài bướm đêm thuộc phân họ Arctiinae, họ Erebidae.